# بنكسية كيلية

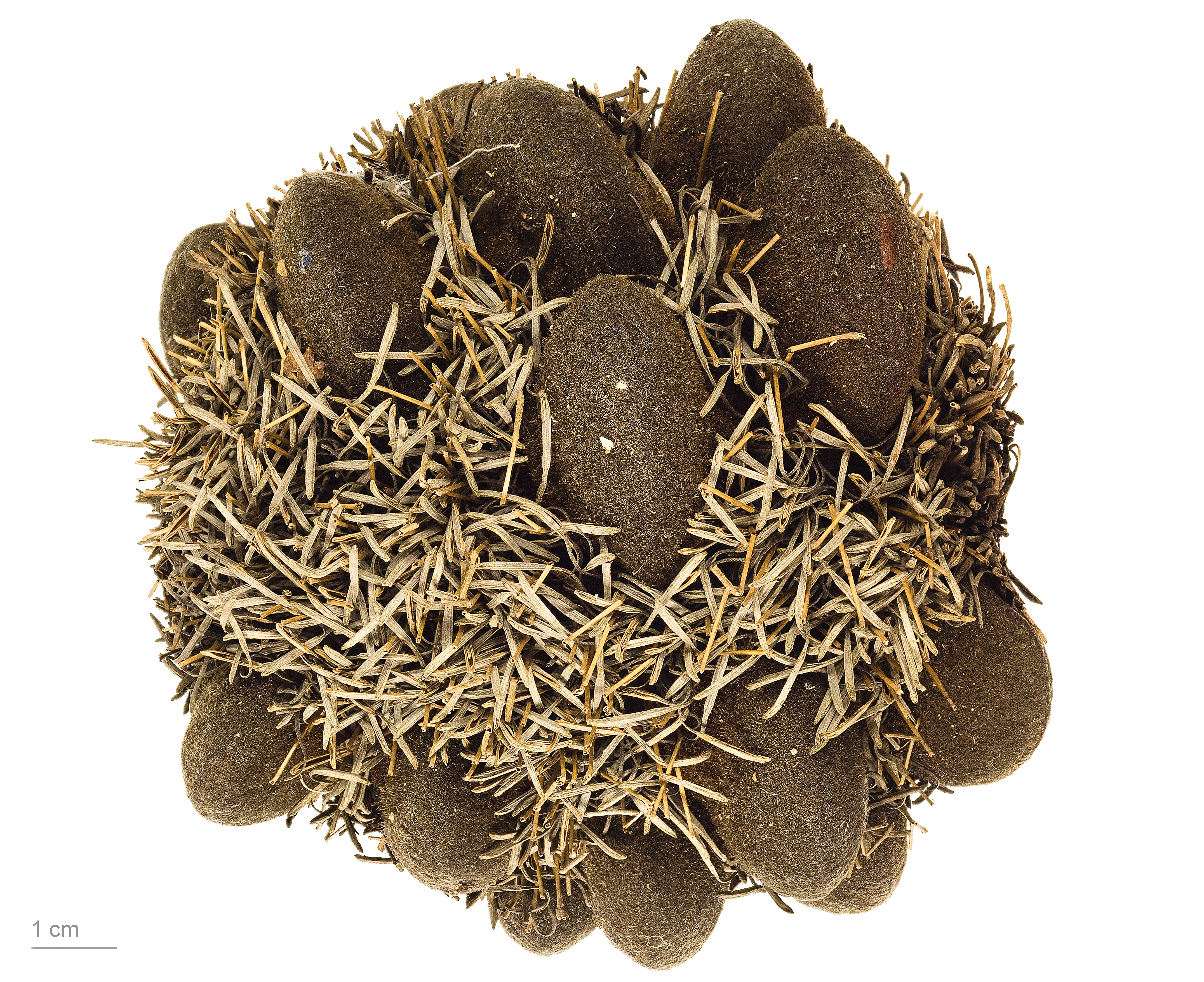
Banksia caleyi

بنكسية كيلية (الاسم العلمي:Banksia caleyi) هي نوع نباتي يتبع جنس البنكسية من فصيلة البروطية.